# 第百九号哨戒艇
第百九号哨戒艇（だいひゃくきゅうごうしょうかいてい）は、日本海軍の捕獲艦艇の一つ。元はバタビアにあったオランダ領東インド政府の哨戒艇ファザント (Fazant)。

## 概要
1931年スラバヤ工廠で竣工。排水量592トン、速力12ノット。
1944年（昭和19年）10月15日、第百九号哨戒艇と命名、哨戒艇に類別、本籍を舞鶴鎮守府に定められる。第二南遣艦隊附属に編入。
1945年（昭和20年）4月に完成した。主にスラバヤ方面で船団護衛に従事し終戦時ジャカルタで残存、オランダ側に引き渡された。1947年（昭和22年）5月3日除籍。
1949年よりインドネシア軍で使用され、1951年、カルティカ (Kartika) と改名。1954年にスクラップとなったという。
第百九号哨戒艇長
1. 尼子竹一 大尉/少佐：1945年3月25日[5] - 退任年月日不明[注釈 1]